# Dimitri Naïditch

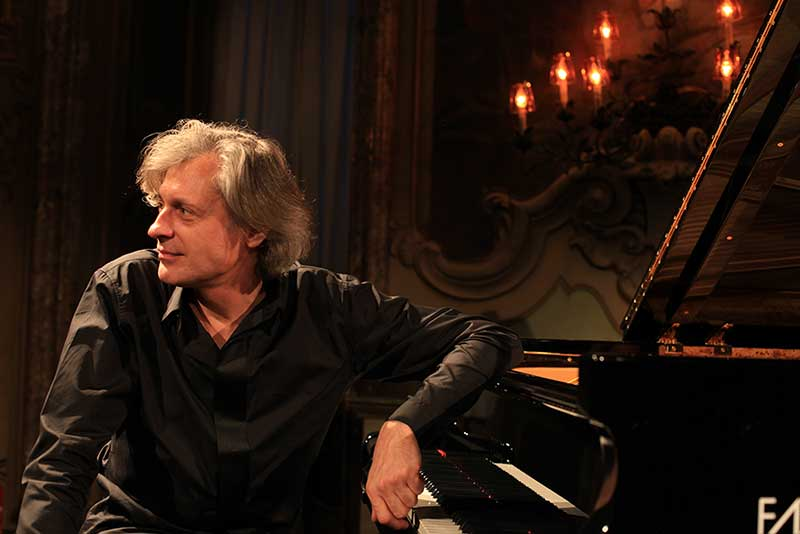
Dimitri Naïditch (2014)

Dimitri Naïditch (ukrainisch Дмитро Найдич Dmytro Najdytsch; * 1963 in Kiew, Ukrainische SSR) ist ein ukrainischer Musiker (Piano, Komposition), der für seine Crossover-Produktionen zwischen osteuropäischer Folklore, klassischer Musik und Jazz bekannt ist.

## Leben und Wirken
Naïditch, dessen Mutter als eine der besten Klavierlehrerinnen der Sowjetunion für Kinder und Jugendliche galt, erhielt seit frühester Kindheit Klavierunterricht. Als Wunderkind trat er in verschiedenen Konzertsälen in seiner Heimatstadt Kiew auf. Im Alter von 17 Jahren, nach Abschluss seines Studiums an der Spezialschule für Musik für begabte Kinder in Kiew, erwarb er das Diplom als Konzertpianist, um dann seine Ausbildung am Tschaikowsky-Konservatorium Kiew fortzusetzen.
1988 gewann er den Nationalen Klavierwettbewerb von Vilnius und 1989 den Internationalen Kalis-Wettbewerb. 1990 beendete Naïditch sein Studium am Tschaikowsky-Konservatorium mit vier ersten Preisen (Performance, Kammermusik, Professorat und Begleitung). Schon früh trat er auch als Jazzpianist an Jazzfestivals in Osteuropa, der Schweiz und Italiens auf und bot eigene Kompositionen dar. Im Bereich der Klassik
arbeitete er mit der Kiewer Nationalphilharmonie, dem Sinfonieorchester des Mariinski-Theaters St. Petersburg oder den Sinfonieorchestern von Cannes und Lille.
Naïditch lebt seit 1991 als Konzertpianist in Frankreich. Nach einer Tournee luden ihn die Musiker der Association à la Recherche d’un Folklore Imaginaire ein, in der Gegend von Lyon zu spielen; 1992 zog er nach Lyon; seit 1994 unterrichtet er am Conservatoire national supérieur musique et danse de Lyon.
1999 begründete er mit Les Mélomanies d’Annonay ein Festival für klassische Musik und Jazz, in dem er zahlreiche Projekte, insbesondere für Sinfonieorchester und Klavier realisierte. Zudem trat er mit der Lyoner Formation Marmite Infernal auf (A las barricadas, 1996; Au Charbon!, 2001), spielte im Trio  mit Jean-Jacques Avenel und Joël Allouche, im Duett mit Gilles Apap, Vladimir Chevel oder Alessandro Quarta. Mit Didier Lockwood spielte er dessen Divertimento pour piano & violon ›Mr Casa‹ ein.
Weiterhin begleitete er Richard Galliano, Pierre Amoyal, Howard Buten, Rick Margitza, Andy Sheppard oder Marie-Claude Pietragalla. Gemeinsam mit Caroline Casadesus und Didier Lockwood führte er die Show Le Jazz et la Diva mehr als 200 mal auf. Daneben entwickelte er die Solo-Show Ma Vie en Morceaux. In den letzten Jahren stellte er Adaptionen der Werke von Bach, Mozart und Tschaikowsky vor.

## Diskographie
- De l’Avis d’un Clown (IDA Records 1996)
- Cossia (Ames / Harmonia Mundi 2005)
- Didier Lockwood & Caroline Casadesus Le Jazz et la Diva (Ames 2006)
- Francis Lai, Dimitri Naïditch, Laurent Couson Chacun sa vie (Masterworks 2017)